# Стецьків Остап Петрович
Стецьків Остап Петрович — український вчений, доктор технічних наук, професор, проректор Української академії друкарства, академік Міжнародної академії інженерних наук.
Коло наукових інтересів — експериментальне визначення ударних пришвидшень висікальних лінійок в процесі штанцювання (висічки), моделювання технологічних процесів в поліграфії.

## СПИСОК ПУБЛІКАЦІЙ
1. Стецьків О.П., Арабський P.C., Манько О.В. Згладжуюче  азотованих вуглецевих сталей // "Вестник машиностроения 1990, №1, C. 67-69.
2. О.П.Стецькив, Р.С.Арабський, О.В.Манько. Повышение долгі вечности трибосоединений комбинированной упрочняющей обработке // "Проблемы машиностроения и автоматизации", М., Международнк журнал, 1992, № 4-5, С. 73-77.
3. О.П.Стецькив, А.В.Манько. Диффузионное хромирование  с химическим покрытием // Металловедение и термическая обработка металлов, 1993, № 2, С. 15-18.
4. Стецьків О.П., Манько О.В. Застосування комбіновані зміцнюючих технологій в поліграфічному машинобудуванні // Полігрфія і видавнича справа. Львів, 1993, С. 44-48.
5. АС 1731870А1 С23С 10/02, Бюл. № 17, 07.05.92. Способ получения диффузионно хромированного покрытия на железоуглеродиста сплавах. О.П.Стецькив, А.В.Манько, Р.С.Арабский.
6. Рішення про видачу патенту від 24.02.92 за заявкою №5016031/02;  11.12.91. Спосіб комбінованого зміцнення сталевих виробів / ).П.Стецьків, О.В.Манько, Р.С.Арабський.
7. О.П.Стецькив, А.В.Манько, Р.С.Арабский. Повышение ресурса рибосопряжений комбинированным поверхностным упрочнением // 4-я юбилейная науч.-техн. конф., посвящ. 60-летию МПИ. Тезисы докл. 4., 1990, С. 134-135.
8. О.П.Стецькив, A.B.Манько, Р.С.Арабский. Повышение ресурса рибосопряжения с помощью комбинированной упрочняющей обработ-и // Всесоюз. науч.-техн. конф. "Износостойкость машин". Тез. докл. рянск, 1991, С. 32-33.
9. О.П.Стецьків, О.В.Манько, Р.С.Арабський, О.Б.Сорока. Покращення трибологічних властивостей з'єднань комбінованою зміцнюючою обробкою // Всесоюз. нарада з методів розрахунку поліграф, машин-втоматів. Тези доп. 15-17 травня 1991 р., Львів, 1991, С. 33-36.
10. О.П.Стецьків, О.В.Манько, О.Б.Сорока. Трибологічні аспекти підвищення довговічності швидкозношувальних деталей з вуглецевих галей та сірих чавунів // Наук.-техн. конф. "Нові конструкційні сталі та плави і методи їх обробки для підвищення надійності та довговічності виробів". Тези доп. 23-25 вересня 1992р. Запоріжжя, 1992, С. 248-249.
11. Манько О.В., Стецьків О.П. До питання про спрацювання по-ерхнево-зміцнених пар тертя // Звітна наук.-техн. конф. проф.- викл. кладу, наук, робітників, аспірантів: Тези доп. 2-6 лютого 1993 р., Львів, 993, С. 53.
12. Стецькив О.П., Манько A.B. Физические аспекты изнашыва-ия материалов с двухфазной структурой // Трение и износ, 1994, Т. 15, о 3, С. 417-421.
13. О.П.Стецькив, А.В.Манько, И.Р.Кинаш. Новые методы  поверхностного упрочнения стальных деталей полиграфических машин // "Новые ресурсо- и энергосберегающие технологии машиностроении". Научн.-техн. конф.: Тезисы докл. 13-15 сентября 1£ г. Одесса, 1994, С. 92.
14. Манько О.В., Стецьків О.П. Розробка нових методів комбіної ного поверхневого зміцнення пар тертя // Міжнар. конф. "ПОЛЬТРІБ'Ї 24-26 травня 1995 р. Яхранка (Польща), 1995, С. 43.
15. Манько О.В., Стецьків О.П. Застосування комбіноваї зміцнюючої обробки для підвищення зносостійкості середньовуглеїцевих сталей // "Проблеми трибології", №2, 1996, С. 52-56.